# Xã McCauleyville, Quận Wilkin, Minnesota
Xã McCauleyville (tiếng Anh: McCauleyville Township) là một xã thuộc quận Wilkin, tiểu bang Minnesota, Hoa Kỳ. Năm 2010, dân số của xã này là 61 người.